# 泰西莫
泰西莫（義大利語：Tesimo），是意大利波尔扎诺自治省的一个市镇。总面积38平方公里，人口1850人，人口密度48.7人/平方公里（2009年）。ISTAT代码为021099。